# Kapucínský klášter (Sokolov)
Kapucínský klášter v Sokolově je bývalý kapucínský konvent v Sokolově s kostelem svatého Antonína Paduánského v okrese Sokolov v Karlovarském kraji. Nachází se nedaleko pravého břehu Ohře. Severní průčelí kostela opticky uzavírá okraj Starého náměstí. Areál kláštera s kostelem je chráněn jako kulturní památka České republiky.

## Historie
Předběžně o založení kláštera jednala provinciální kapitula roku 1662 v Linci a další v srpnu 1663 opět v Linci. Tehdejší majitel sokolovského panství hrabě Jan Hartvík z Nostic usiloval o zřízení kláštera a nabídl prostředky na jeho stavbu. Definitivně se rozhodlo až když císař Leopold I. sdělil příznivé stanovisko. První kapucíni přišli do Sokolova roku 1663, v roce 1664 následovalo vykoupení pozemků, na nichž byly chmelnice, zahrady a hospodářské objekty. První projekt stavby z roku 1664 se nedochoval. Stavební práce probíhaly zejména roku 1665, výstavba pokračovala i v následujících dvou letech a dokončena byla někdy v průběhu roku 1667. K slavnostnímu vysvěcení kostela litoměřickým biskupem Maxmiliánem Rudolfem von Schleinitz došlo 20. října 1667. Do konce 17. století nejsou k dispozici zmínky o dalších stavebních úpravách, nejspíše probíhala jen základní údržba. Teprve v roce 1704 došlo ke změnám, stará truhlárna byla přestavěna na lazaret a procesní dům. V roce 1717 byla v patře zřízena knihovna a probíhaly zde různé další úpravy a opravy. V období let 1717 až 1719 zde působil stavitel italského původu Octavio Broggio, což prokazují účty, pravděpodobně za odborné konzultace. Klášter přečkal bez větší újmy požáry města v roce 1744 a 1753. Při úpravách prostranství před kostelem zde byly roku 1751 umístěny sochy svatého Františka z Assisi a sv. Antonína Paduánského, financované sokolovskými měšťany. O rok později k nim přibyla ještě socha svatého Felixe z Cantalice. Změny probíhaly i v dalších letech, v roce 1868 byl osazen nový zvon. Vztahy mezi kapucíny a sokolovským arciděkanstvím nebyly zrovna přátelské, obzvláště poté, co si kapucíni v kostele zřídili hudební kůr, čímž si získali další věřící. Zřejmě jako odplatu nechalo arciděkanství v letech 1771 až 1773 postavit v těsné blízkosti kláštera kapli Nejsvětější Trojice.
Během vlády Josefa II. zůstal klášter funkční, a to i přes snahu panovníka o úplnou likvidaci řádu. V období první republiky žili v klášteře pouze dva mniši, a proto zde byla na přechodnou dobu zřízena česká menšinová škola.
V období druhé světové války byl v klášteře umístěn vojenský lazaret. V poválečných letech byl obnoven běžný život v klášteře a klášter zůstal ještě několik let církevním majetkem. V případě řeholníků německé národnosti však tato doba nebyla lehká. V několika případech se tito lidé stali terčem nenávistných útoků. Nakonec však byli většinou odsunuti. Po převzetí moci komunisty se protikatolická orientace státu ještě zvýraznila. Definitivním koncem mužských klášterů v Československu měla být "akce Klášter" z roku 1950, připravovaná již od dubna 1949. Okresní akční výbor v Sokolově navrhl, aby byl klášter zlikvidován a využit jako traktorová stanice, údajně na přání sokolovských rolníků. Nakonec byl dne 4. května 1950 areál kláštera vyklizen a předán armádě. Roku 1956 přešel do majetku národního podniku Zemstav, který prostory využíval zejména jako skladiště. V témže roce musela část ohradní zdi a klášterní zahrada ustoupit postupujícímu uhelnému lomu Antonín, který byl v provozu až do roku 1965.
Od roku 1961 patří městu Sokolov a od 90. let 20. století byl postupně opravován.
Roku 2008 se stala správcem areálu městská společnost Sokolovská bytová, která zajišťuje i pronájem kostela pro pořádání výstav a koncertů. I přes nepříznivý osud po druhé světové válce, kdy byly poničeny interiéry, zůstal klášter důležitou součástí historického jádra města.
V jižní části kláštera je od roku 2011 umístěn pivovar, ve kterém se vaří pivo Permon.

## Popis areálu
Kapucínská architektura vycházela z podoby architektury starších řádů podobného založení a poslání. Klášter byl postaven na okraji města za městskými hradbami a je tvořen souborem budov bývalého konventu přibližně ve tvaru čtverce o straně 33 m. Stěny jednotlivých křídel jsou jednoduché, členěné obdélnými okny. Střed budov konventu tvoří čtvercový rajský dvůr s původní kamennou kruhovou studnou. Při jihozápadním nároží kláštera stojí dvoupodlažní věžovitá budova s valbovou střechou, v patře propojena s konventem visutou chodbou. Při vzniku kláštera zde bylo umístěno lavatorium (prostor k umývání). Mezi jižním průčelím věže a západní stěnou kláštera se nalézá osmiboká kamenná nádrž. Konventu dominuje stavba klášterního kostela svatého Antonína Paduánského.

### Kostel svatého Antonína Paduánského
Kostel svatého Antonína Paduánského je raně barokní stavba s vysokým trojúhelníkovým štítem. Jednolodní obdélný kostel byl postaven ve stylu typické řádové kapucínské architektury a má dvě symetricky osazené boční kaple. Při vstupní části se nalézá hudební kruchta, vestavěná kolem roku 1761. Současné varhany pocházejí z kláštera v Mariánské, který byl zbořen roku 1965.
Východní boční stěna u kruchty je prolomena vstupem do podzemní klášterní krypty. Tento prostor si zvolil Jan Hartvík z Nostic na rodinnou hrobku. Jako první zde byla uložena 17. září 1681 jeho druhá manželka Eleonora Marie. V letech 1852 až 1853 proběhla rozsáhlá přestavba, při níž byla spojena část kapucínská, kde se již od roku 1787 nepohřbívalo, s částí nosticovskou. Zároveň byl změněn přístup do krypty. Další oprava proběhla roku 1999, kdy došlo k exhumaci a ostatky byly podrobeny odbornému studiu. Dne 20. prosince 1999 byla hrobka znovu slavnostně vykropena světícím biskupem Jiřím Paďourem.

## Fotogalerie

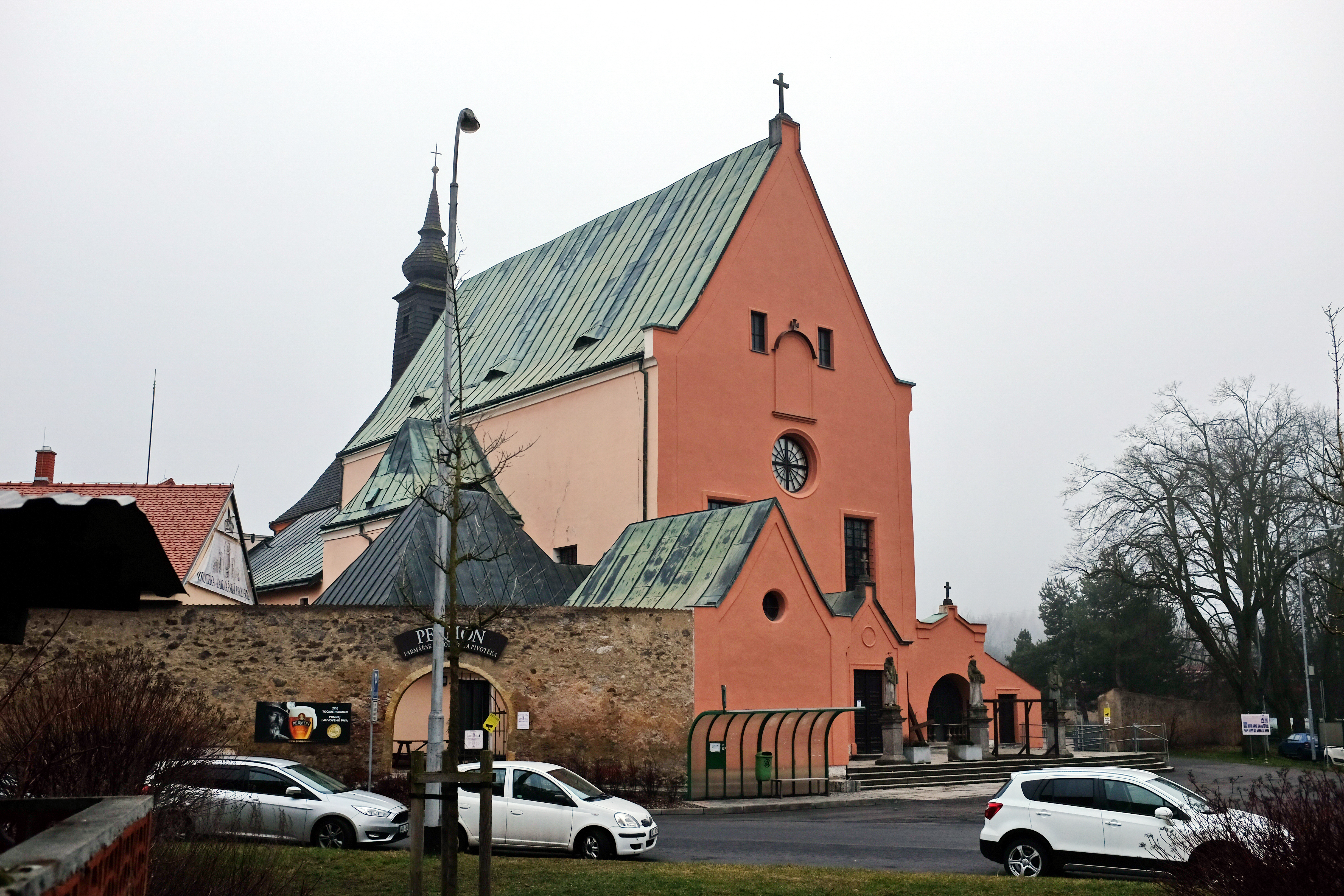
Pohled od východu
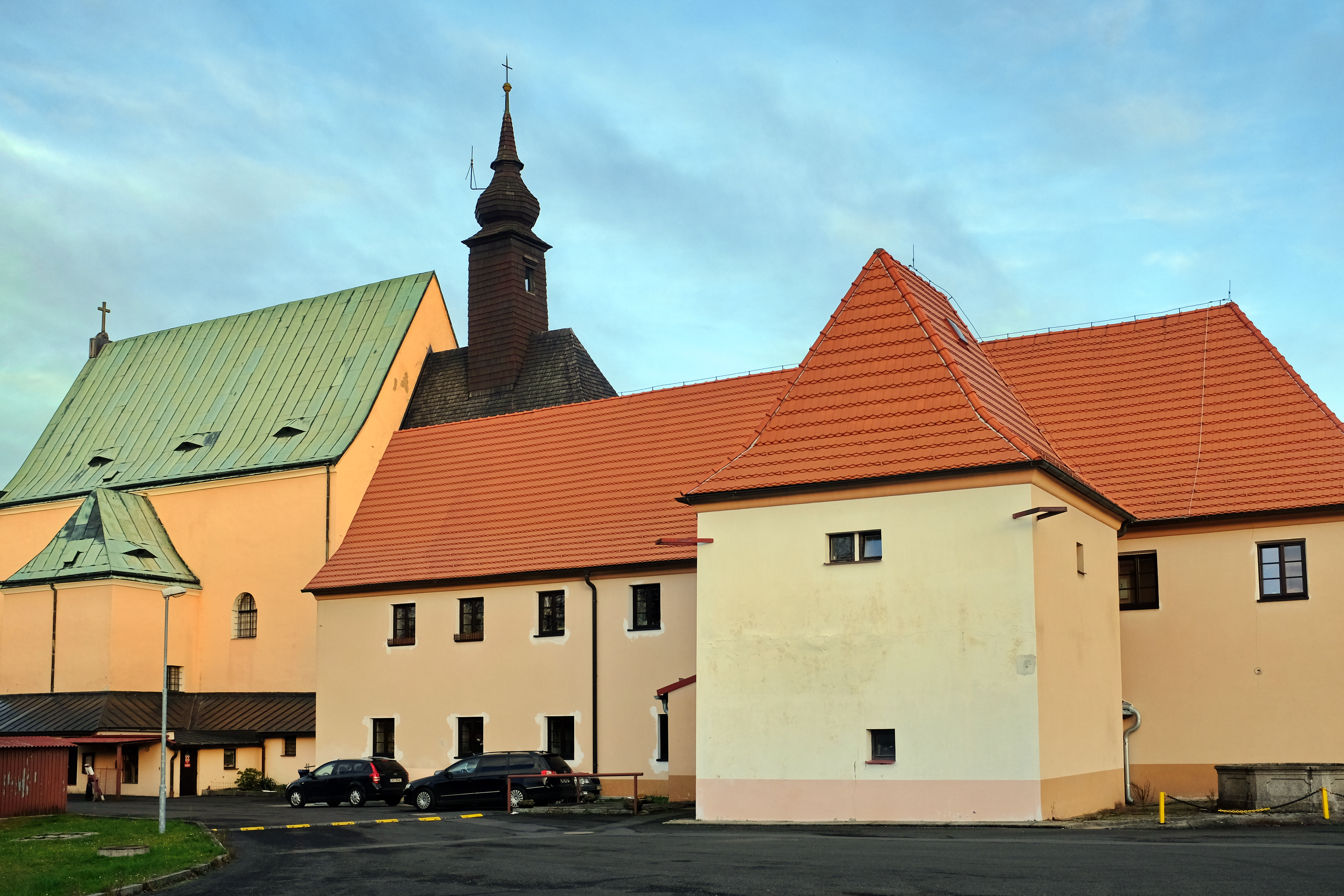
Pohled na konvent od severozápadu
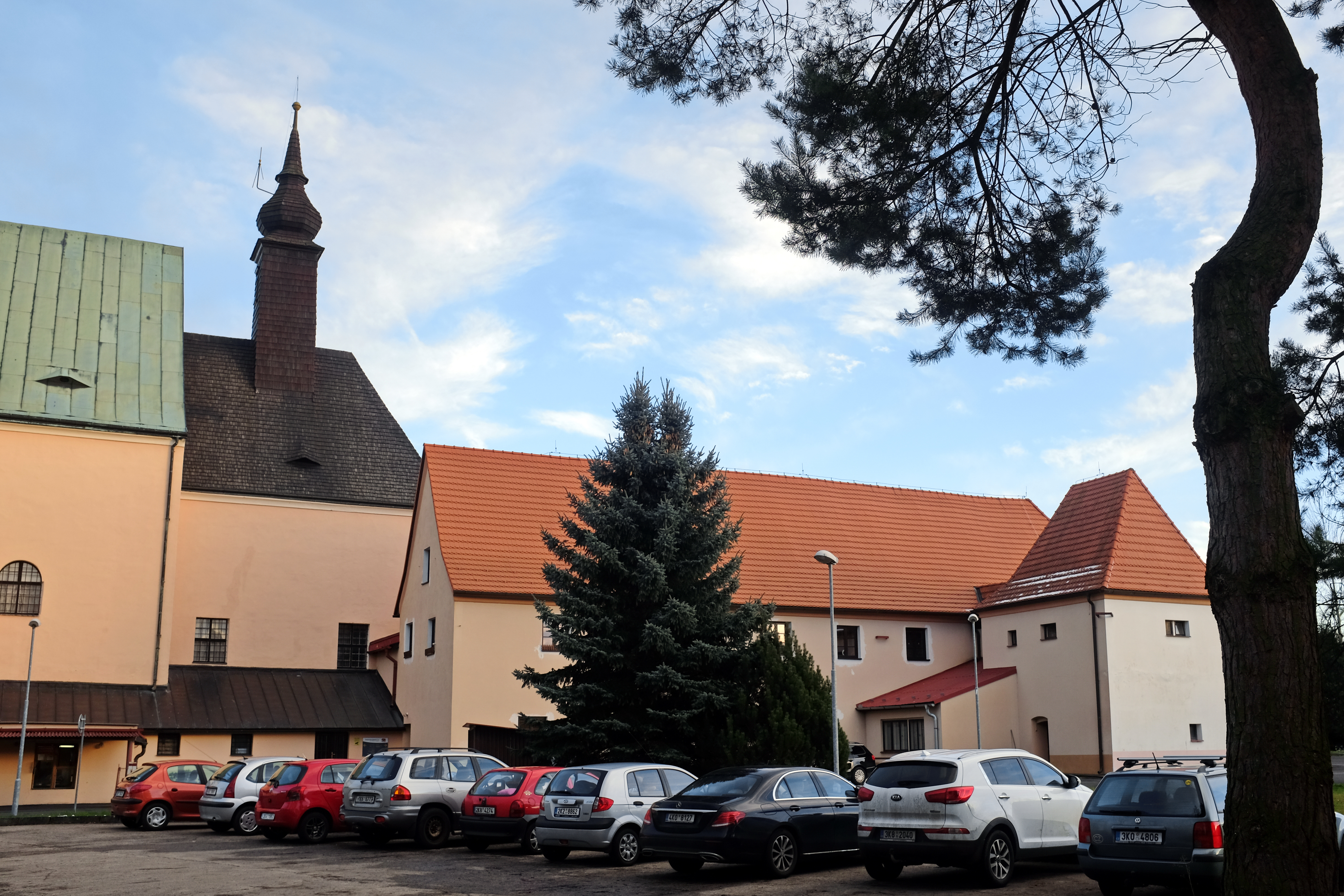
Pohled na konvent od západu
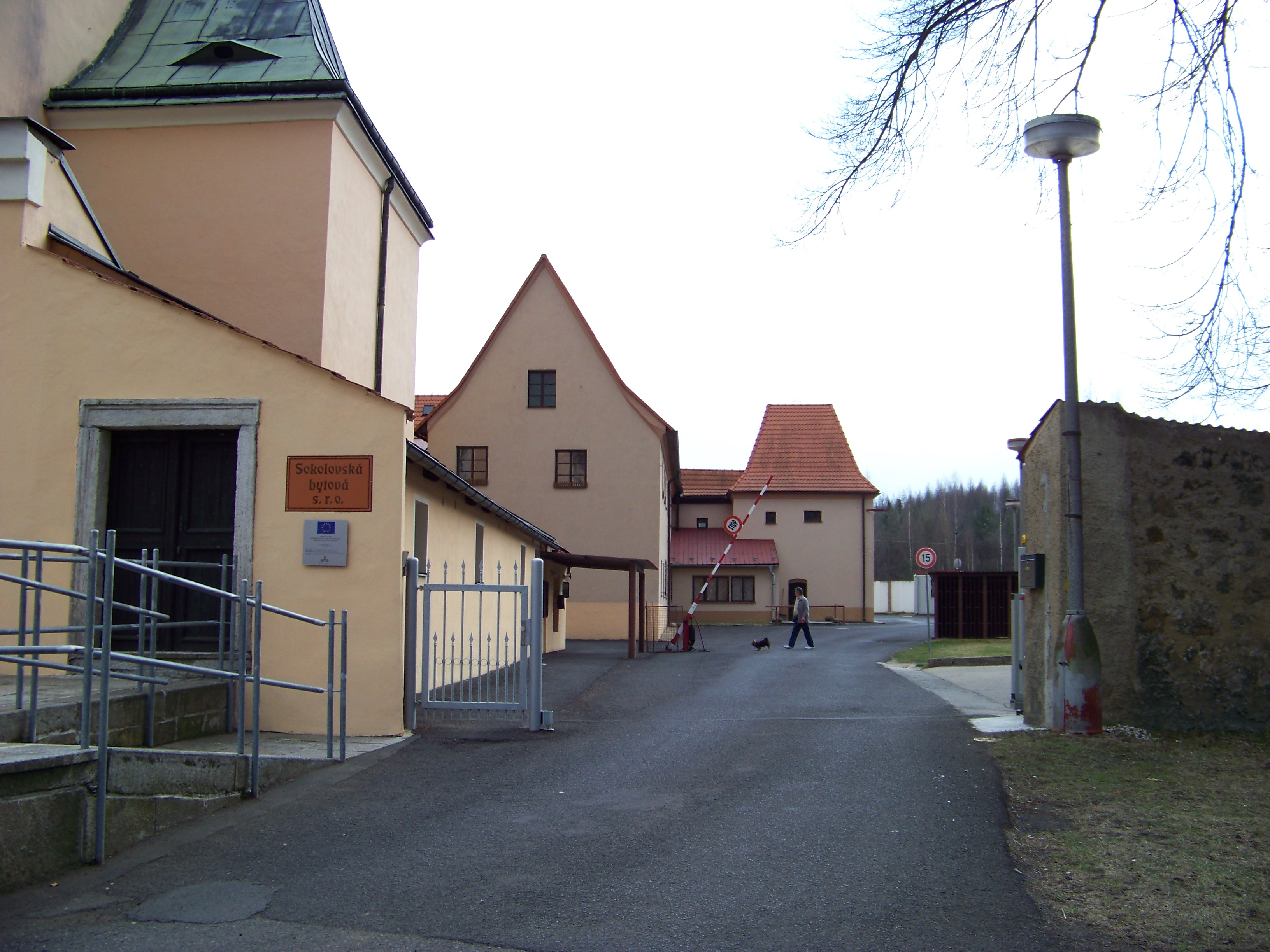
Vstup do konventu
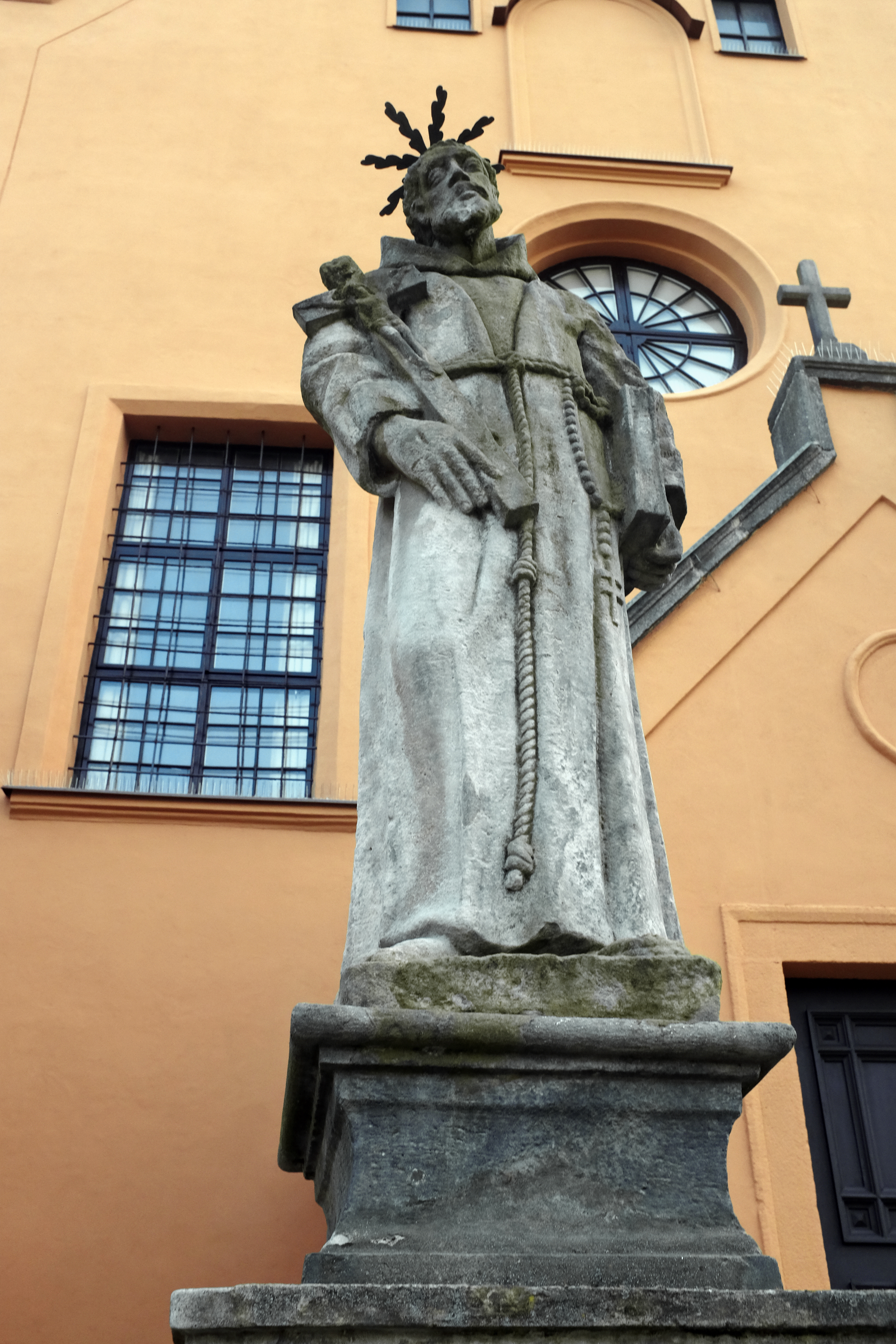
Socha sv. Františka z Assisi
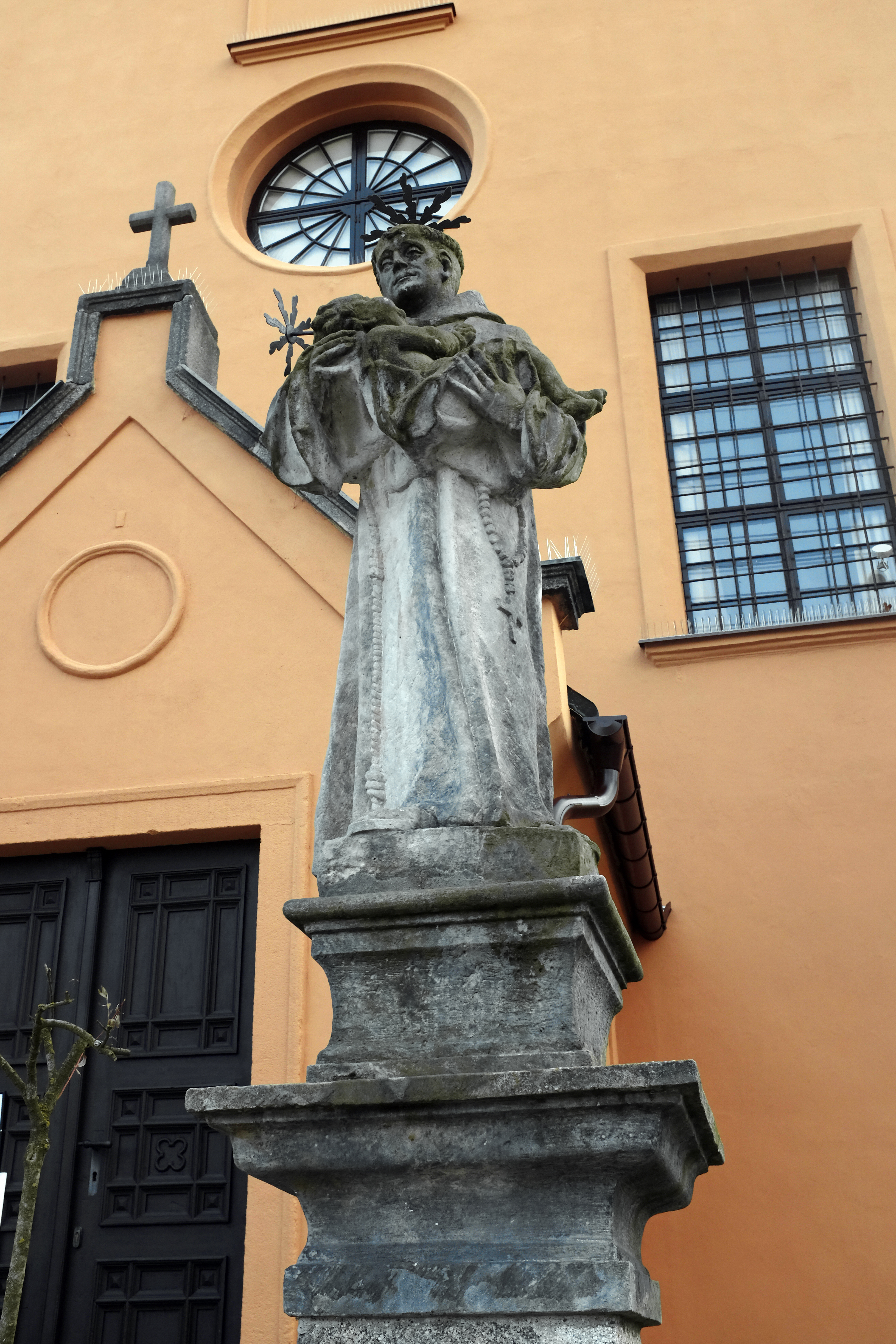
Socha sv. Antonína Paduánského
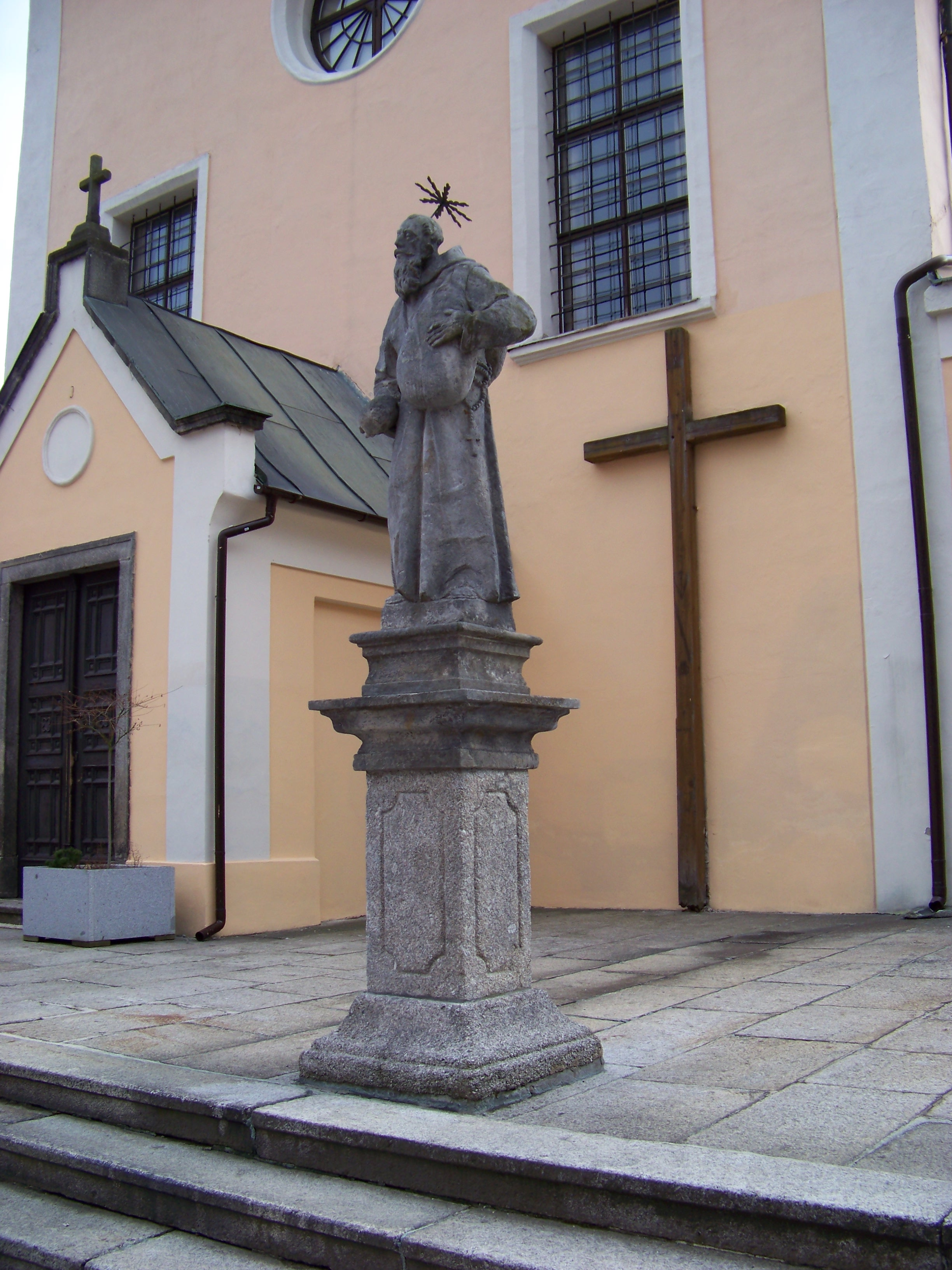
Socha sv. Felixe z Cantalice
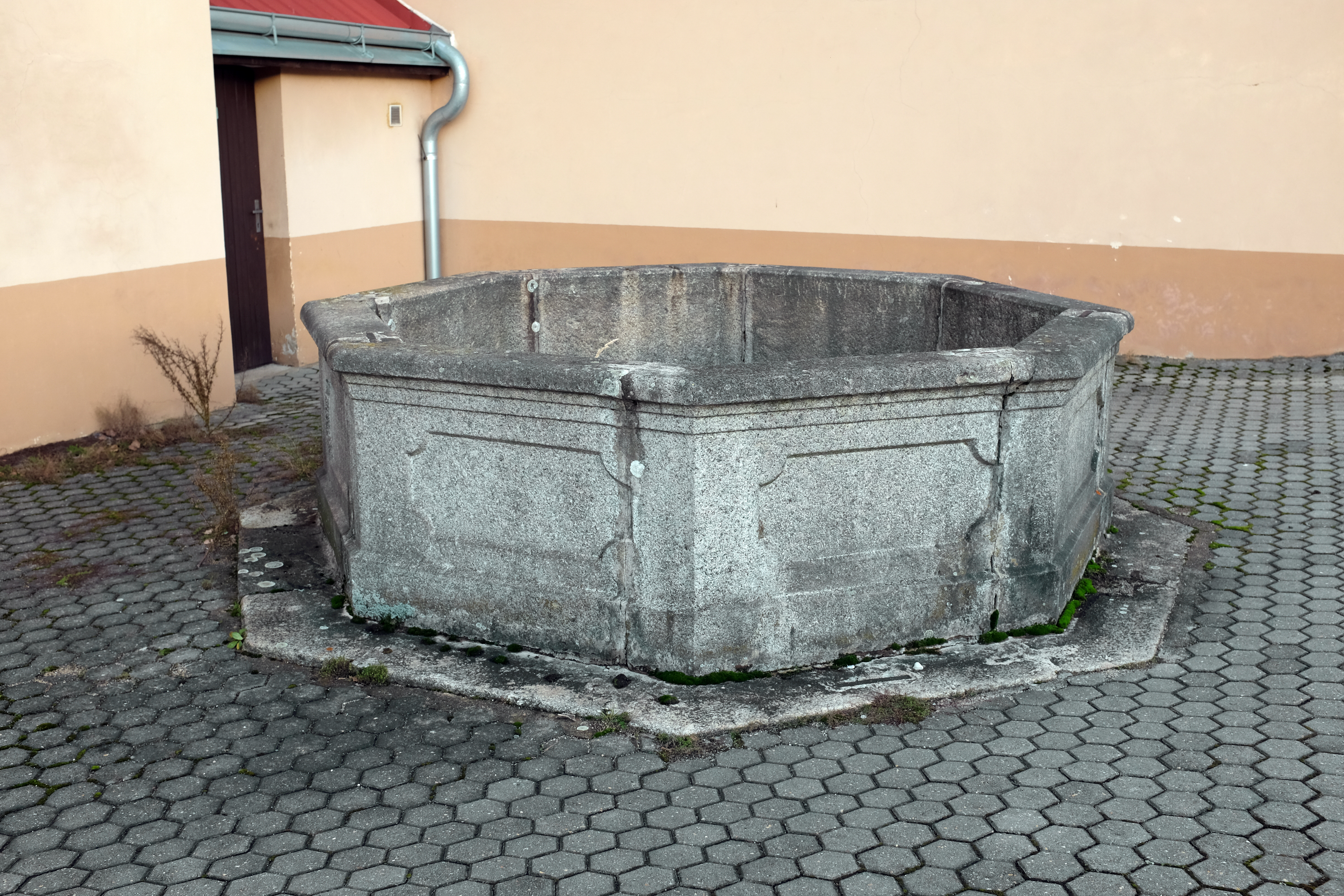
Vodní nádrž
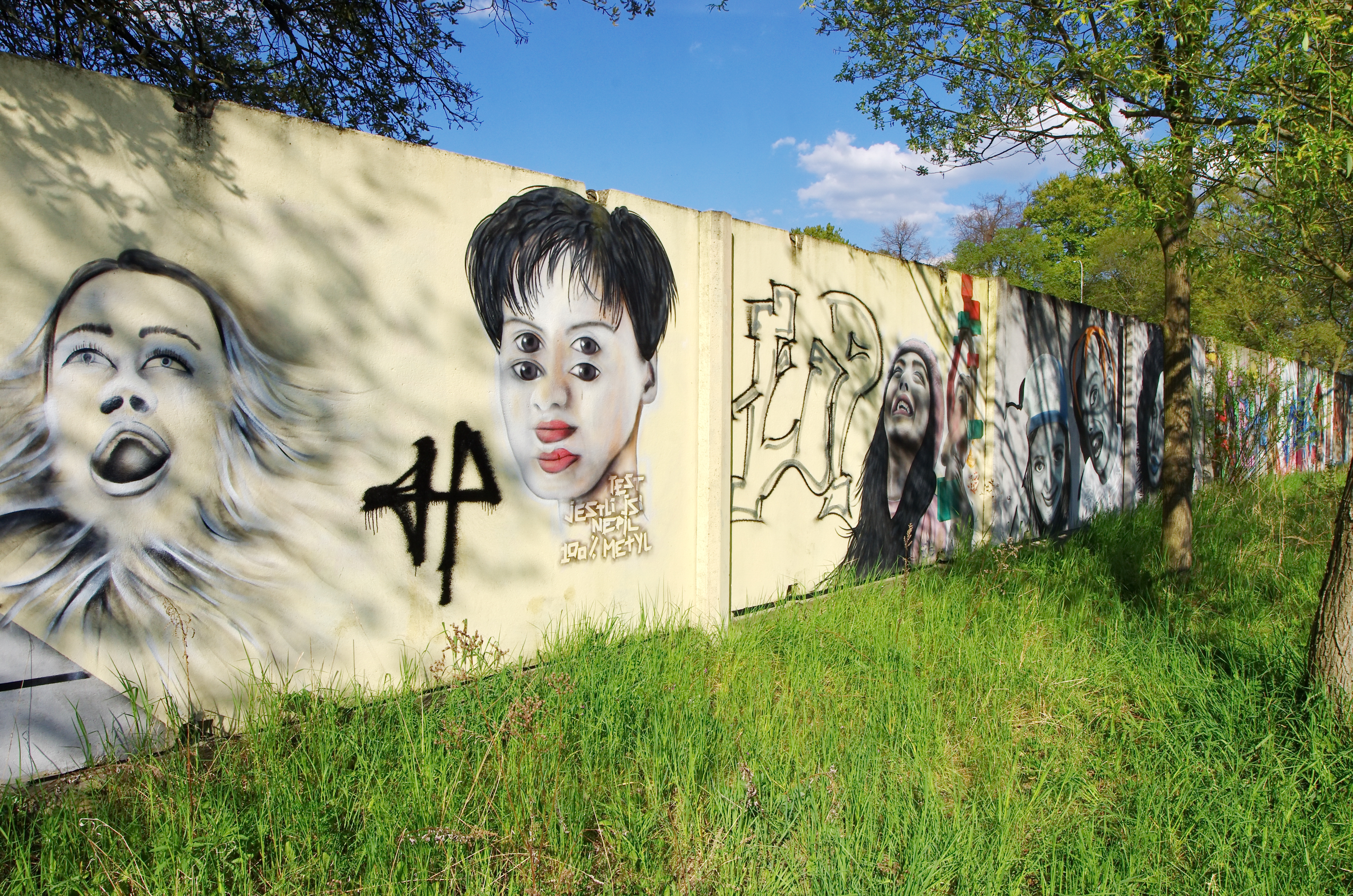
Ohradní zeď